# BBCエンターテインメント
BBCエンターテインメント（BBC Entertainment）は、BBCワールドワイドが運営する衛星テレビ局。主にBBCが放送された番組の再放送などが中心である。

## 概要
前身は2006年に開局したBBCプライムで、アジア各国で配信されていた。2007年からは南アフリカやヨーロッパにも放送開始。2008年8月にはメキシコでもスタートした。